# Cappella di Santa Maria della Valle (Valgrana)
La cappella di Santa Maria della valle si trova a Valgrana, in Piemonte.

## Storia
La chiesa è una delle cappelle più antiche della valle Grana, appartenuta un tempo ai monaci Benedettini. Fu fondata nei primi decenni dell'anno 1000, probabilmente attorno al 1018. Viene citata per la prima volta nella bolla pontificia emanata da papa Alessandro III nel 1179. Nel 1266 venne elevata a priorato. Il primo priore fu Anselmo da Demonte. Uno dei priori più illustri fu Gabriele di Saluzzo, figlio del marchese Ludovico II, che manterrà tale incarico fino al 1535, anno in cui verrà nominato vescovo di Aire. Nel 1529 Giovanni Ludovico di Saluzzo donò al convento la cappella di Santa Maria assieme ad alcuni terreni. In seguito la cappella venne chiusa al culto; vennero rubate la campana e alcuni oggetti. Nel 1800 l'avvocato Mattia Durando acquistò la cappella all'asta.

## Descrizione
Edificata probabilmente intorno al 1018 da monaci legati al monastero di Le Puy en Velay in Auvergne, la chiesa si trova in una piccola borgata, Cavaliggi, tra Valgrana e Monterosso Grana.
Il centro monastico, che ne nacque intorno, di cui oggi si possono solo più intuire le dimensioni, fu fondamentale per lo sviluppo agrario ed economico della media e bassa valle Grana. Di pianta romana in origine la chiesa ora si presenta senza abside, probabilmente interamente affrescata in origine. La sua vera ricchezza è rappresentata da cicli di affreschi di epoca diversa, che spaziano dal XIV al XVI secolo. La chiesa conserva una piccola lastra in pietra con due volti umani e una croce longobarda murata sopra la porta d’ingresso.
L'edificio misura circa 50 metri quadri e ha tre navate.
Sulla parete destra si possono notare dipinti risalenti al 1400 mentre sulla parete sinistra un dipinto del 1500 dei fratelli Biazzaci.
Documentata sin dal XII secolo, fu costruita nel secolo XI dai monaci benedettini provenienti da Puy en Velay, ma conteneva reperti più antichi tra cui una lapide romana, ora nel museo di Cuneo. Le absidi affrescate furono abbattute nell’Ottocento per ingrandire la cascina adiacente. Si nota ancora un campanile a vela. All’interno tre navate separate da archi poggiati su sei colonne rotonde in muratura. Conserva testimonianze che sembrano far propendere per un’origine assai più lontana come la piccola lastra in pietra raffigurante due volti umani ed una croce longobarda murata sopra la porta d’ingresso(forse parte di un sarcofago del VII secolo).
Nella navata sinistra sono emersi dipinti trecenteschi : san Cristoforo con a sinistra san Giacomo e a destra una delicata Madonna con Bambino. A questi è sovrapposta una deposizione dalla croce, attribuita a Botoneri che nel 1574 affrescò il santuario di San Magno. Gli affreschi trecenteschi sono anche sulla parte destra con san Bartolomeo scorticato, san Teofredo (che tiene nelle mani la sua testa decapitata). Nel riquadro successivo vi è san Pietro e forse san Michele, poco identificabile a causa dell’interruzione del muro. In basso, tra san Bartolomeo e san Pietro, è stato successivamente sovrapposto un riquadro, deteriorato, che forse rappresenta la risurrezione di Lazzaro.
Gli affreschi della navata di destra sono probabilmente quattrocenteschi. Sono stati interrotti, ma solo in parte rovinati, dalla costruzione di un soppalco in legno. Vi sono san Leonardo, santa Margherita, san Giorgio in armatura a cavallo che salva la principessa dal drago. In basso una Madonna, assai rovinata.